# Orica
Orica est une entreprise australienne qui fait partie de l'indice S&P/ASX 50. C'est une multinationale fabriquant divers produits chimiques.

## Sponsoring
Dans les années 2010, l'entreprise sponsorise l'équipe professionnelle de cyclisme sur route masculine Orica-GreenEDGE et l'équipe féminine Orica-AIS.